# أفريسل
أُفْرَيْسِل أو (نقحرة: أوفرآيسل) Overijssel  هي مقاطعة من مقاطعات هولندا

## المناخ
يظهر الجدول التالي التغييرات المناخية على مدار السنة لأفرَيْسِل:
| البيانات المناخية لـأُفْرَيْسِل        | البيانات المناخية لـأُفْرَيْسِل | البيانات المناخية لـأُفْرَيْسِل | البيانات المناخية لـأُفْرَيْسِل | البيانات المناخية لـأُفْرَيْسِل | البيانات المناخية لـأُفْرَيْسِل | البيانات المناخية لـأُفْرَيْسِل | البيانات المناخية لـأُفْرَيْسِل | البيانات المناخية لـأُفْرَيْسِل | البيانات المناخية لـأُفْرَيْسِل | البيانات المناخية لـأُفْرَيْسِل | البيانات المناخية لـأُفْرَيْسِل | البيانات المناخية لـأُفْرَيْسِل | البيانات المناخية لـأُفْرَيْسِل |
| الشهر                             | يناير                      | فبراير                     | مارس                       | أبريل                      | مايو                       | يونيو                      | يوليو                      | أغسطس                      | سبتمبر                     | أكتوبر                     | نوفمبر                     | ديسمبر                     | المعدل السنوي              |
| --------------------------------- | -------------------------- | -------------------------- | -------------------------- | -------------------------- | -------------------------- | -------------------------- | -------------------------- | -------------------------- | -------------------------- | -------------------------- | -------------------------- | -------------------------- | -------------------------- |
| متوسط درجة الحرارة الكبرى °م (°ف) | 4.8 (40.6)                 | 5.7 (42.3)                 | 9.5 (49.1)                 | 13.9 (57.0)                | 18.0 (64.4)                | 20.5 (68.9)                | 22.8 (73.0)                | 22.5 (72.5)                | 18.7 (65.7)                | 14.1 (57.4)                | 8.9 (48.0)                 | 5.2 (41.4)                 | 13.7 (56.7)                |
| المتوسط اليومي °م (°ف)            | 2.3 (36.1)                 | 2.6 (36.7)                 | 5.6 (42.1)                 | 8.9 (48.0)                 | 12.9 (55.2)                | 15.4 (59.7)                | 17.6 (63.7)                | 17.1 (62.8)                | 14.0 (57.2)                | 10.2 (50.4)                | 6.0 (42.8)                 | 2.9 (37.2)                 | 9.6 (49.3)                 |
| متوسط درجة الحرارة الصغرى °م (°ف) | −0.5 (31.1)                | −0.6 (30.9)                | 1.5 (34.7)                 | 3.4 (38.1)                 | 7.1 (44.8)                 | 9.6 (49.3)                 | 12.0 (53.6)                | 11.5 (52.7)                | 9.2 (48.6)                 | 6.2 (43.2)                 | 3.0 (37.4)                 | 0.3 (32.5)                 | 5.2 (41.4)                 |
| الهطول مم (إنش)                   | 71.5 (2.81)                | 51.6 (2.03)                | 65.1 (2.56)                | 45.2 (1.78)                | 62.4 (2.46)                | 67.7 (2.67)                | 74.5 (2.93)                | 71.0 (2.80)                | 65.4 (2.57)                | 67.5 (2.66)                | 68.9 (2.71)                | 74.1 (2.92)                | 784.9 (30.90)              |
| ساعات سطوع الشمس الشهرية          | 52.8                       | 82.6                       | 114.0                      | 169.9                      | 202.1                      | 184.6                      | 202.4                      | 184.4                      | 137.4                      | 112.3                      | 58.9                       | 46.0                       | 1٬547٫3                    |
| المصدر: KNMI                      |                            |                            |                            |                            |                            |                            |                            |                            |                            |                            |                            |                            |                            |

## البلديات
تتكون أوفر آيسل من 25 بلدية:
| - ألميلو - بورنه - دالفسن - ديفينتر - دينكللاند - إنسخيده - هاكسبيرخن - هاردنبيرخ - هيليندورن - هينجيلو - هوف فان تفنته - كامبن - لوسر - أولدنزال - أولست- فايه - أومين - رالته - رايسن- هولتن | - ستابهورست - ستينفايكرلاند - توبيرخن - تفنتاراند - فيردن - زفارتافاترلاند - زفوله |

## أعلام
- توما الكمبيسي